# Fritz Lang
Friedrich Christian Anton Lang (Viena, 5 de diciembre de 1890-Beverly Hills, 2 de agosto de 1976), más conocido como Fritz Lang, fue un director y guionista de cine austríaco naturalizado alemán —nacionalidad a la que después renunció— y estadounidense que desarrolló su carrera artística en Alemania y en Estados Unidos.
Durante su época alemana dirigió clásicos como Metrópolis (1927), M, el vampiro de Düsseldorf (1931) y El testamento del Dr. Mabuse (1933), por lo que, en sus inicios, contribuyó al movimiento expresionista alemán. Desde mediados de los años 1930 tras el ascenso del Partido Nazi en Alemania, comenzó a trabajar exiliado en Hollywood, donde se convirtió en uno de los principales artífices del cine negro, si bien no se limitó a ese género. Se le considera uno de los grandes cineastas de la historia del cine.

## Trayectoria
Era hijo de Anton Lang, arquitecto jefe de obras públicas de la ciudad de Viena, y de Paula Schlesinger, de ascendencia judía. Cuando Lang tenía diez años de edad su madre se convirtió al catolicismo, la religión de su marido, e intentó que el niño se educase en dicha religión. No obstante, Lang siempre manifestó no tener ningún interés en las religiones, y no mostró especial interés en sus raíces judías hasta que los nazis llegaron al poder en 1933, lo que condicionó su carrera profesional y su vida en el exilio. Para los judíos, Lang sería judío, porque su madre lo fue (la judeidad se transmite por línea materna, ley hebrea que deriva del Deuteronomio), aunque tuviese una ligera educación católica en su niñez.
La frecuente influencia simbólica de temas católicos en sus películas es patente. Y aunque quería que se le conociese como ateo, más tarde se describía a sí mismo como 'nacido católico'.
En 1908 empezó sus estudios de arquitectura en la Universidad Técnica de Viena, por deseo paterno; pero se inclinaba por la pintura, de modo que interrumpió dichos estudios arquitectónicos para matricularse en la Escuela de Artes Gráficas de Viena. Sus modelos eran Klimt y especialmente Schiele, que admiró de por vida. Pasó luego a la de Núremberg y luego a la Escuela de Bellas Artes de Múnich. A partir de 1909 o 1910, abandonó el hogar paterno y emprendió una serie de largos viajes, dejando los estudios. Inicia una época de cambios continuos de residencia y de vida bohemia (trabajó en dos cabarets vieneses, viajó por todo el mundo). Tras una estancia artística en Múnich se estableció finalmente en París, hasta 1914.
Tras el inicio de la Primera Guerra Mundial se trasladó desde París a Viena. Se alistó en 1914 como voluntario en el ejército austrohúngaro el 12 de enero de 1915, pero se decepcionó enseguida. Herido durante la contienda, en la convalecencia de 1916 empezó a escribir guiones de cine.

### Etapa alemana

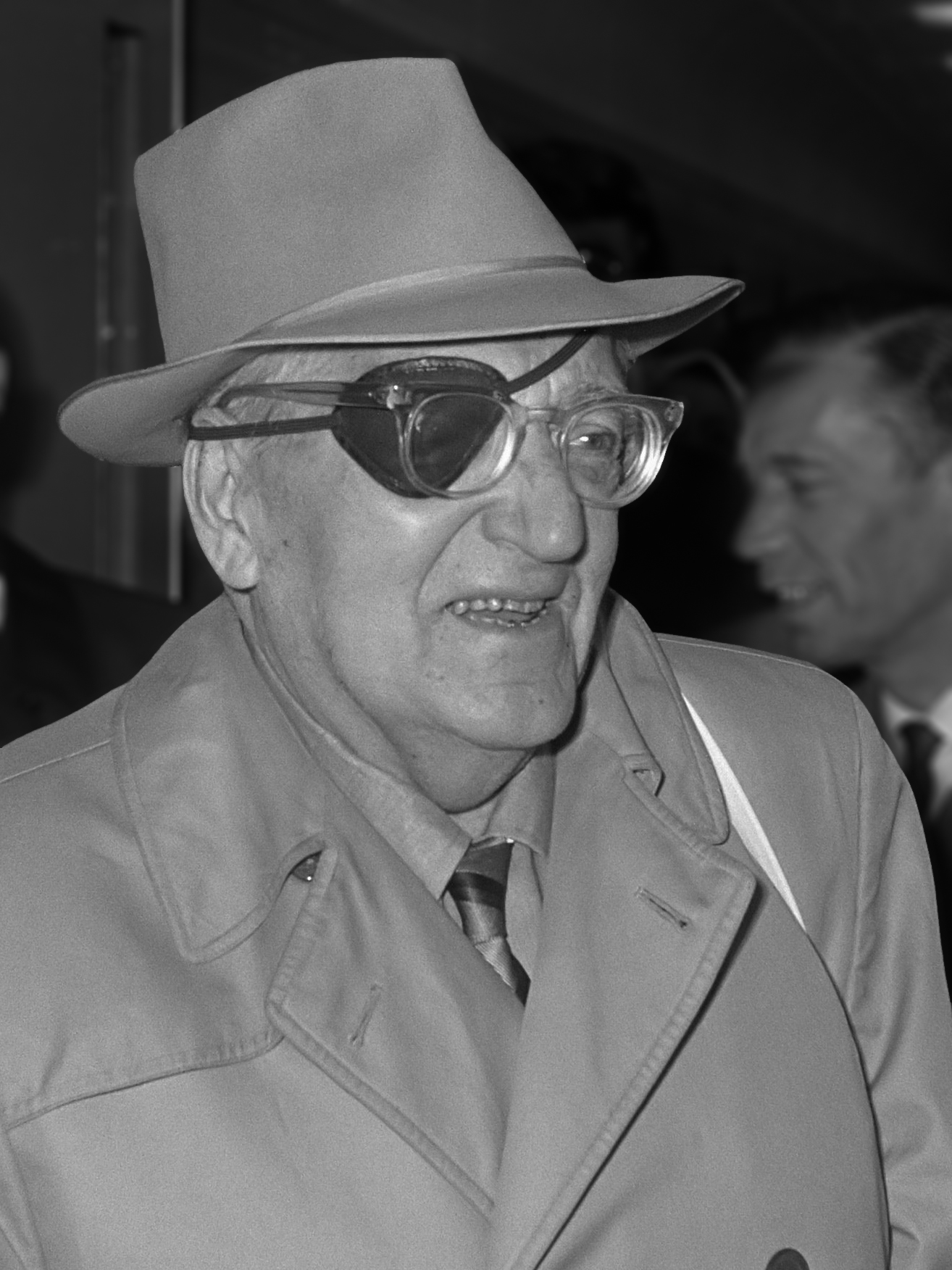
Fritz Lang en 1969.

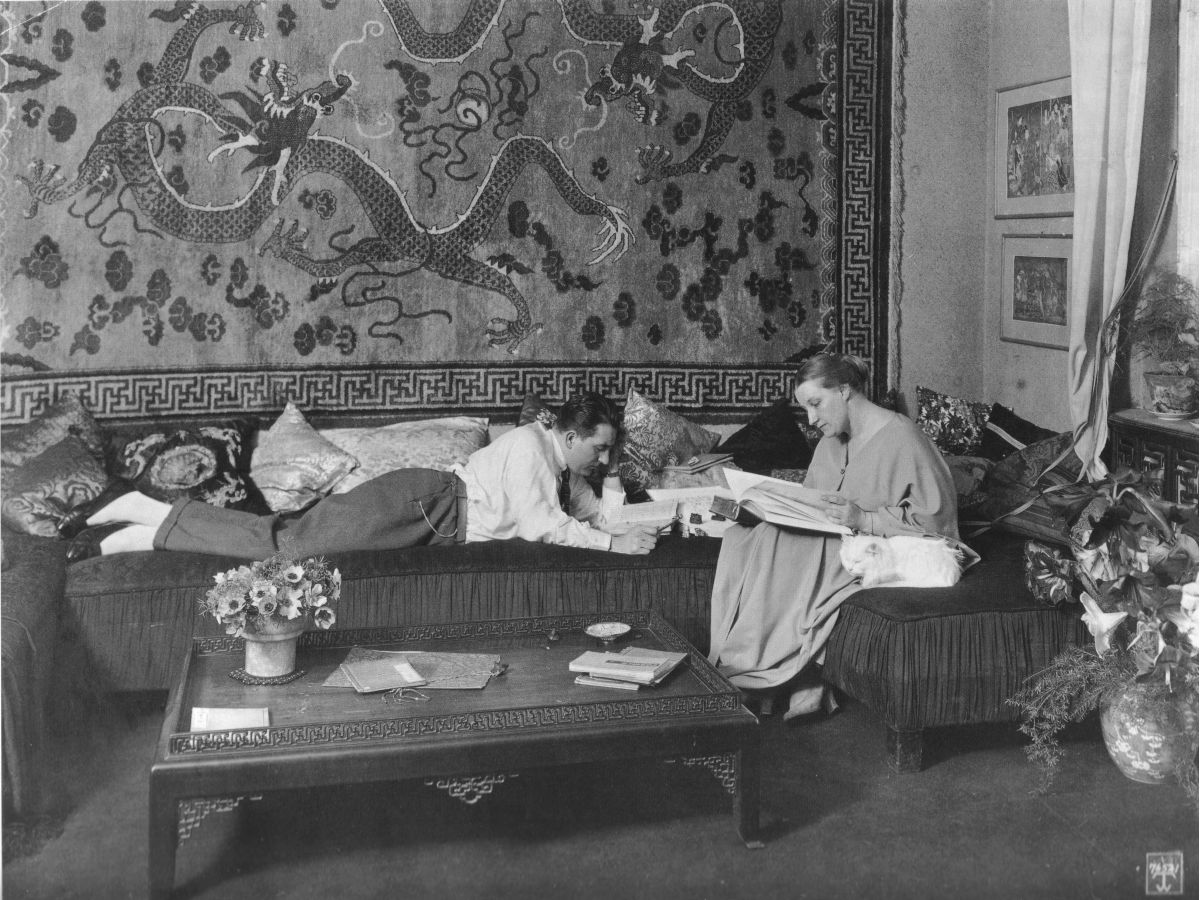
Fritz Lang y Thea von Harbou en su piso de Berlín, 1923 o 1924.

Conoció en su hospital militar al director de cine vienés y luego alemán Joe May; le mostró dibujos y varios de sus relatos, por lo que May le contrató como guionista. En 1916, comenzó a escribir guiones para los estudios Universum Film AG (UFA) y estrenó su primera película como guionista en Viena, en 1917: se trataba de Die Hochzeit im exzentrik Klub, obra dirigida por May, actualmente desaparecida. El resultado le pareció fallido a Lang, así que decidió dirigir él mismo sus propias películas.
Acabada la contienda en 1918, abandonó Viena (ciudad de la que se había apartado en realidad desde 1908); ciudadano alemán ya, trabajó como director en Halbblut (1919) y Las arañas (Die Spinnen, 1. Teil: Der Goldene See) (1919), que fueron bien recibidas. En la segunda, la primera que se conserva, se perciben ya sus rasgos: talento dramático, cuidada composición de imágenes, notable sentido volumétrico, muchedumbres...
Era el momento de eclosión del cine en Alemania: se pasó de 28 filmes anuales, antes de la guerra, a 245 en 1919 o ya 474 en 1922. Las fantasías más bien terroríficas de esos años, con vampiros, seres artificiales, vidas dobles, sabios ocultos o sociedades secretas, mujeres fatales, dan un tono folletinesco general al cine alemán (lleno de histeria y desesperación dirá luego Lang) del que no fue ajeno su trabajo, por lo cual se le ve en las filas del expresionismo. Su primera esposa se suicidó en 1920, y Lang nunca quiso dar datos íntimos, ni siquiera a historiadoras serias (y amigas de él), como Lotte Eisner.
A partir de sus propios guiones y los de su segunda esposa , la escritora Thea von Harbou, rodó Das Wandernde Bild (1920), Las tres luces (1921), Dr. Mabuse, el jugador (1922), Spione (1927) y luego, a petición de los productores, El testamento del Dr. Mabuse (1932), que continuaba las aventuras siniestras de ese criminal. Ahí aparece de continuo un inquietante mundo subterráneo (con sótanos, galerías y cuevas), espejos que hacen que las figuras se desdoblen, visiones ilusorias o distorsionadas, de acuerdo con la mente delirante de Mabuse y otras figuras, como ya en M.
Son consideradas las mejores de su producción en Alemania las dos partes de Los nibelungos (Sigfrido y La venganza de Crimilda, 1924), Metrópolis (1927), La mujer en la Luna (1928) y, ya en el ámbito sonoro, M, el vampiro de Düsseldorf (1931).
Al finalizar El testamento del Dr. Mabuse en 1932, recibió la propuesta de Joseph Goebbels de hacerse cargo de la dirección de la UFA, pero Lang era del todo contrario a las ideas nazis (le explicó a Goebbels que aunque su madre era católica conversa, era realmente judía, a lo que Goebbels le replicó que "Nosotros decidimos quién es ario y quién no") así que esa misma noche huyó hacia Francia, dejando casi todo lo que tenía y a Thea von Harbou (con la que ya no convivía), la guionista de muchas películas de entonces y próxima a las ideas que dominaban Alemania en aquella época.
En París rodó Liliom (1934), con poco éxito, y ese mismo año se marchó a Hollywood contratado por la Metro-Goldwyn-Mayer. El estreno en 1933 de El testamento del Dr. Mabuse fue prohibido.

### Etapa estadounidense

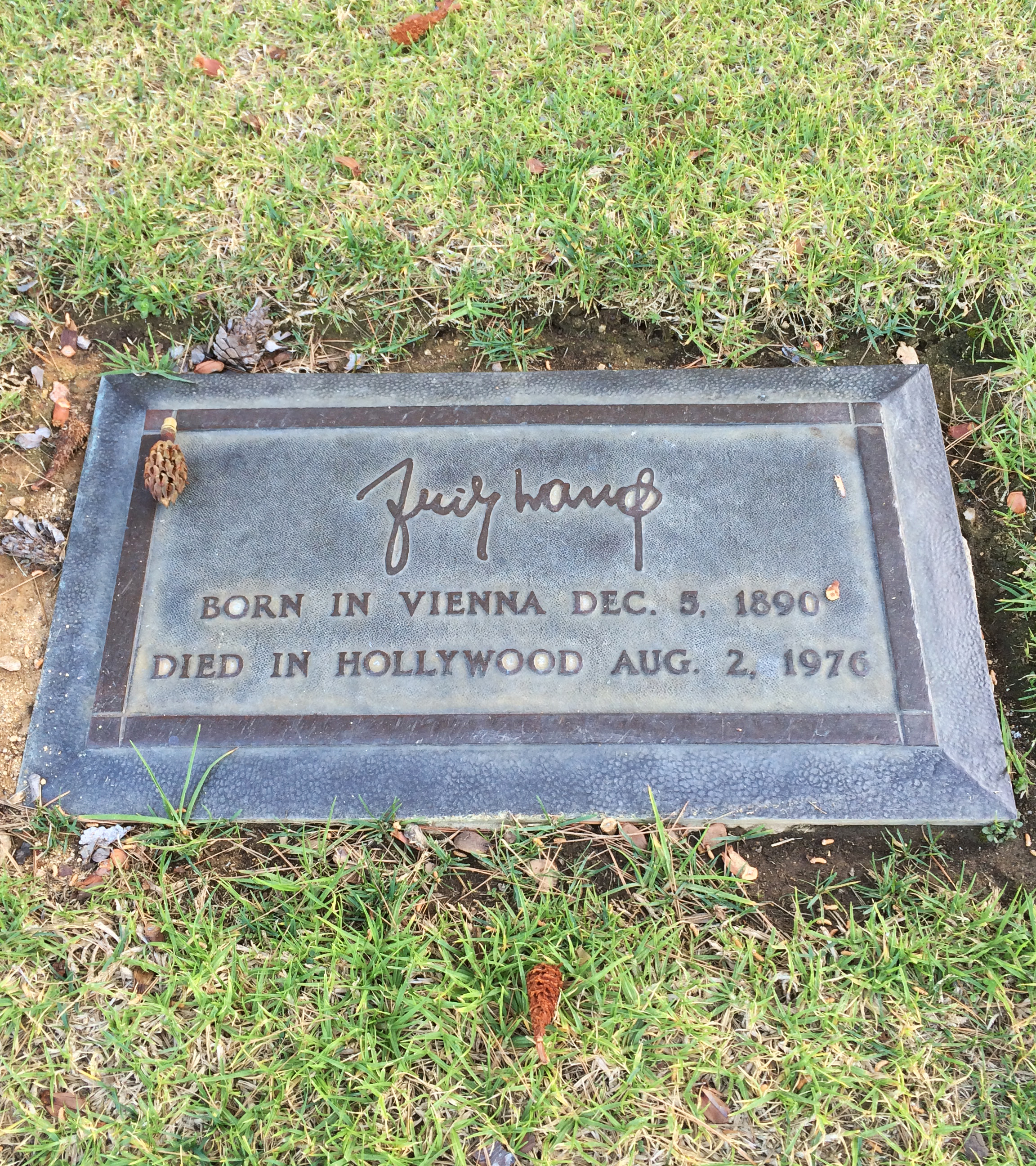
Tumba de Fritz Lang en el Forest Lawn Memorial Park de Hollywood Hills.

Ya en Estados Unidos sus proyectos fueron rechazados y tardó dos años en hacer Furia (1936). Sus producciones estadounidenses debieron acomodarse a las normas de los diferentes géneros, aunque dirigió destacadas películas policíacas como Sólo se vive una vez (1937), La mujer del cuadro (1944), Perversidad (1945), Secreto tras la puerta (1947), Los sobornados (1953), Más allá de la duda (1956), Mientras Nueva York duerme (1956) y otras de otro tipo como Deseos humanos (1954), Los contrabandistas de Moonfleet (1955) y Encubridora (1952).
En varias ocasiones era manifiesta la crítica social y siempre estaban presentes sus dudas sobre la justicia, así como sus reflexiones sobre el individuo contemporáneo y su desamparo. A finales de los años cincuenta, en parte por el clima creado por las investigaciones del Comité sobre Actividades Antiamericanas y en parte por su rechazo de los criterios comerciales, y también por la oferta de un productor europeo, viajó a la República Federal Alemana para rodar El tigre de Esnapur (Der Tiger von Eschnapur) (1958), La tumba india (Das indische Grabmal) (1959) y Los crímenes del Dr. Mabuse (Die 1000 Augen des Dr. Mabuse) (1960), su última película.

### Últimos años
Habiendo quedado ciego, Fritz Lang regularizó casi treinta años de vida matrimonial en 1971 al casarse con Lily Latté.
Murió en Los Ángeles en 1976, admirado por el grupo de Cahiers en Francia. El propio Godard le había entrevistado y dado un papel relevante en una de sus películas, El desprecio.
Está enterrado en el cementerio Forest Lawn Memorial Park en Hollywood Hills en Los Ángeles, California.

## Reconocimientos

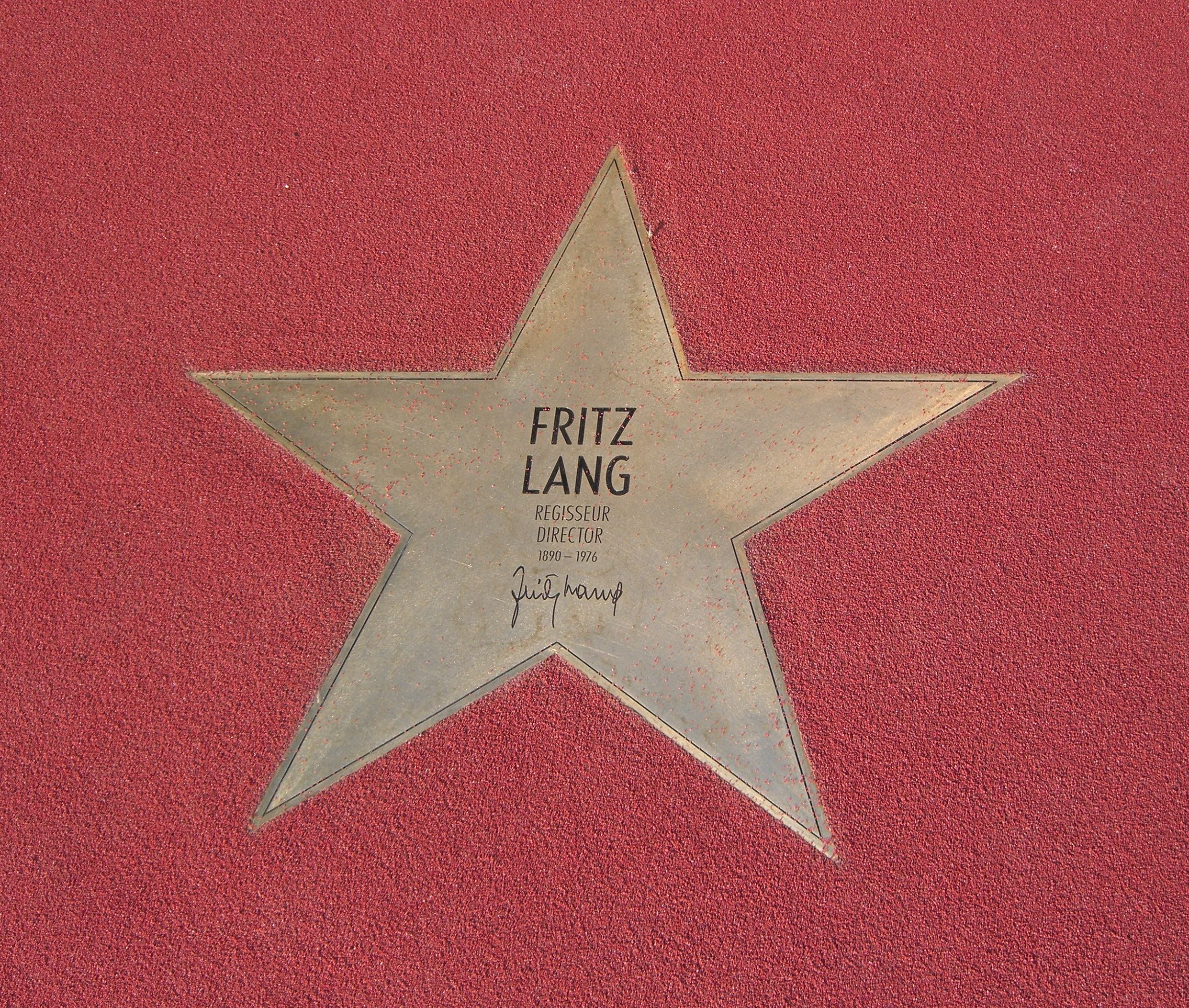
Estrella de Fritz Lang de 2010 sobre el Bulevar de las Estrellas (Berlín).

El 8 de febrero de 1960, Lang recibió una estrella en el paseo de la fama de Hollywood, localizada en 1600 Vine Street, por su contribución a la industria cinematográfica.
Son principalmente los críticos de la Nouvelle Vague los que resaltaron su figura del cineasta más allá de algunas obras maestras expresionistas. François Truffaut denunció que los historiadores de cine y críticos (estadounidenses) no reconociesen su genio cuando dirigía películas de espionaje, de guerra o simplemente policíacas.  Entre los cineastas que fueron influenciados por su obra se incluyen Jacques Rivette, William Friedkin, Steven Spielberg, Christopher Nolan, Luis Buñuel, Jesús Franco, Ignacio F. Iquino,  Osamu Tezuka, Alfred Hitchcock, Jean Luc Godard o Stanley Kubrick entre otros

### Premios
Entre los premios recibidos sobresalen los premios para el conjunto de su obra de la Deutsche Filmakademie, Berlín, 1963 y el de The Academy of Science Fiction, Fantasy & Horror Films, Los Ángeles, 1976.
Festival Internacional de Cine de Venecia
| Año  | Categoría            | Película                    | Resultado |
| ---- | -------------------- | --------------------------- | --------- |
| 1946 | Menciones especiales | Los verdugos también mueren | Ganador   |

#### Otros premios y reconocimientos
- Silver Hand (Mano de Plata) en 1931, por su película M, por la Asociación Alemana de Artes Cinematográficas[13]
- Commander Cross (Cruz de Comendador), Orden al Mérito en 1957 y 1966
- Cinta de Oro de las Artes Cinematográficas en 1963 otorgada por la República Federal de Alemania
- Orden de las Artes y las Letras de Francia en 1965
- Placa del Festival Internacional de Cine de San Sebastián en 1970
- Orden de la Bandera de Yugoslavia con una Corona de Oro en 1971
- Profesor Honorario de Bellas Artes por la Universidad de Viena, Austria, en 1973

## Preservación de sus obras
El Academy Film Archive, parte de la Academy Foundation, localizado en Hollywood y fundado originalmente en 1929, ha conservado varias películas de Lang, incluidas Human Desire y Man Hunt.